# Bohdalivka, Koriukivka
Bohdalivka (în ucraineană Богдалівка) este un sat în comuna Reimentarivka din raionul Koriukivka, regiunea Cernihiv, Ucraina.

## Demografie
Componența lingvistică a localității Bohdalivka
     Ucraineană (100%)
Conform recensământului din 2001, toată populația localității Bohdalivka era vorbitoare de ucraineană (100%).